# 무후묘
무후묘(중국어: 武侯墓) 또는 면현 무후사(중국어: 勉县武侯祠)는 제갈량의 유언에 따라 실제로 제갈량이 묻어있는  중화인민공화국 산시성 한중시 몐현 딩쥔산(정군산)에 위치한 묘소이다.

## 같이 보기
- 무후사
- 정군산 전투